# 国光勲章

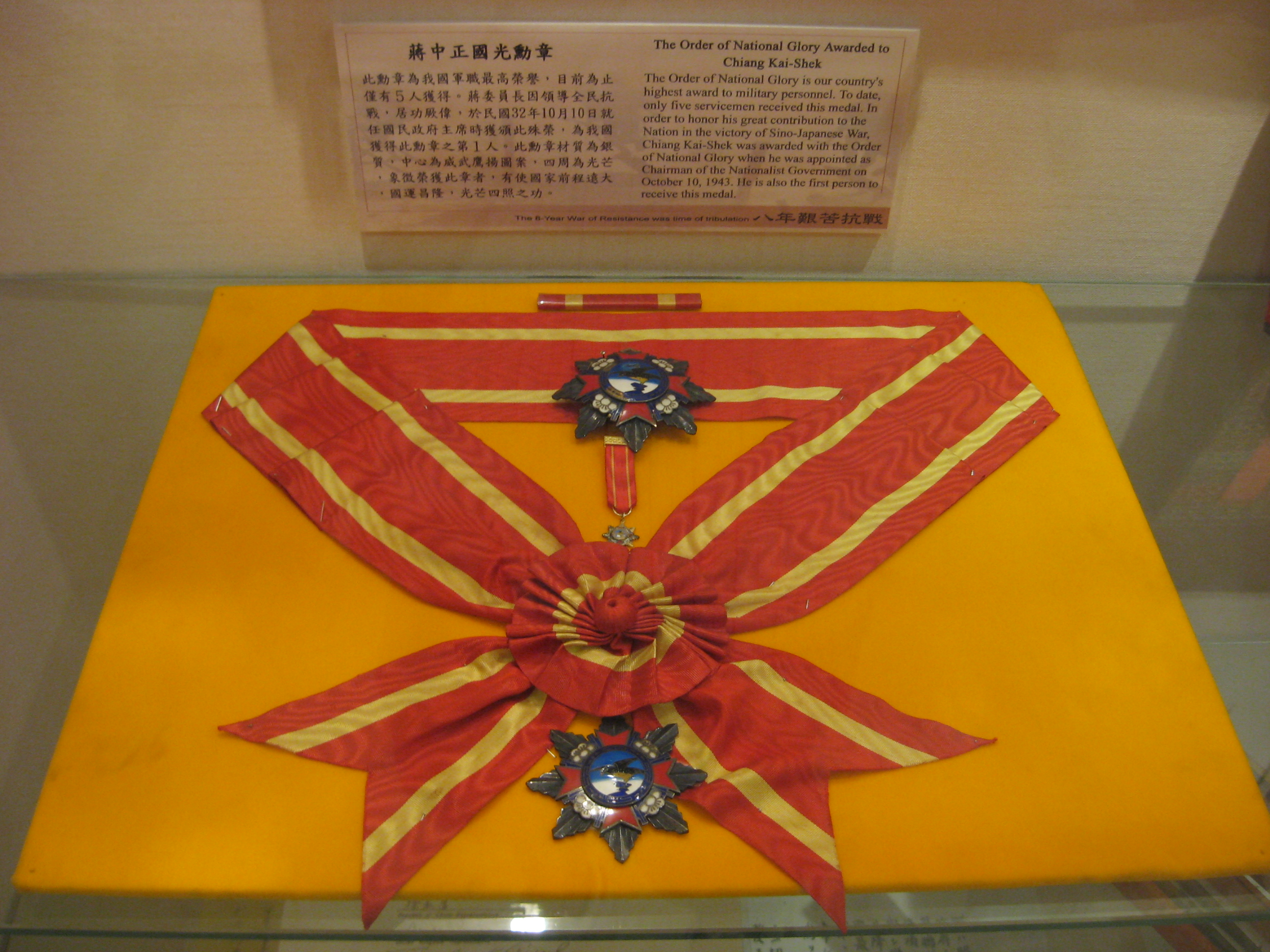
蔣介石に授与された国光勲章

国光勲章（中国語: 國光勳章、英語:Order of National Glory）は中華民国軍の勲章であり、中華民国（台湾）の軍人に授与される最高位の勲章。  
1937年11月8日に設立された。 